# 三遊亭あら馬
三遊亭 あら馬（さんゆうてい あらま、1977年5月14日 - ）は、日本の落語家。落語芸術協会所属の二ツ目。元タレント、元俳優、元フリーアナウンサー。本名および旧芸名は桐野 亜希子（きりの あきこ）。鹿児島県出身。

## 経歴
鹿児島市天保山町出身。生まれながら先天性胆道閉鎖症を患っており、鹿児島大学病院で胆嚢除去空腸バイパス手術を受けている。その後もしばしば胆管炎を発症し、療養を繰り返している。当時この先天性胆道閉鎖症を抱えて生きた人の最高年齢が18歳だったことから「18歳で死ぬよ」と宣告されたという。
高校生時代からアナウンサーを目指して地元・鹿児島のアナウンサーの学校に通う。東京の大学への進学志望だったが、親から大学までは鹿児島にいてくれと説得されたことで、鹿児島県立武岡台高等学校を経て、鹿児島大学工学部応用化学工学科を卒業。ミス鹿児島コンテストに出場しファイナリストまで進出する。大学卒業後は東京キー局のアナウンサー志望だったが、試験はフジテレビ、日本テレビ、テレビ朝日とも全部落選。それでもアナウンサーの夢を捨てきれず、周りには東京で就職が決まったと伝えて上京、大学卒業直後の4月に日本テレビ系のアナウンサー事務所に入り、同時に同年の5月にはコンサル会社に就職。就職した会社ではイベントの司会などを務めていたが1年もしないうちに退社、フリーアナウンサーや俳優として活動しながら「薩摩亭亜ら馬」などの名前で落語を演じる。
2004年劇団スーパーエキセントリックシアター研究生となる。
2005年に結婚後芸能活動をいったん引退。夫の転勤についてゆき浜松・名古屋と転居、二児の母となる。
父親の遺産で東京に家を建て、夫を名古屋に置いて子供を連れて上京。人前で話したい気持ちがまだ心の中でくすぶっていたという2011年ごろ、かつて居たアナウンサー事務所に顔を出したところ、そこで落語教室が開かれていたのを見て、最初は軽い気持ちで興味を持ち始める。その後子どもを託児所に預けて落語教室に通う。落語はあくまで天狗連としての活動だったが、落語を演じるお母さんとして人気者になり、アナウンサーよりも話す内容に自由度が高い落語に魅力を感じるようになる。
2012年、35歳の時に胆管細胞癌の疑いがあると医師から言われ、再び療養生活に入る。開腹手術の結果、癌ではなかったが、「いつかまた死と向き合うときが来るだろう」と強く感じるようになる。
2015年ごろから俳優活動も再開しつつ、PTA会長も務める。
2017年1月、39歳の時にアマチュア時代の落語講師だった三遊亭とん馬に入門し、正式に落語家の道へ。39歳での入門は当時落語芸術協会では最高齢だった。天狗連時代の高座名をほぼそのまま流用し「三遊亭あら馬」と名付けられる。初高座は同年5月23日に新宿末廣亭で「雑俳」を演じる。
2019年、杉並区立PTA連合協議会会長を務める。
2021年2月に黄疸値が下がらず、肝移植をしなければ余命半年の宣告を受け、一時は「もう天寿を全うする」と決心して、治療を中断している。弟の肝臓の25％を移植して手術を受ける。
5月21日より、二ツ目に昇進。
10月11日、東京大学医学部附属病院で弟から25%の肝臓の提供を受ける形で生体肝移植手術を受ける。約1か月後に退院し、療養の後高座に復帰している。

## 人物
- 二女の母（2021年の二ツ目昇進時に高1と中1）[16]。長女は2025年に大学医学部に進学した[17]。
- 祖父と父親は税理士[18]。母は鹿児島の自宅で「Cafe &ギャラリー バンブー」を開く画家の竹之内みどり[19]。弟が一人いる[3]。
- 2021年8月から「落語ガールズ」メンバー。

## 出演作品

### 三遊亭あら馬として

#### テレビ
- めざまし８（2023年3月29日、フジテレビ）
- 笑点特大号 若手大喜利（BS日テレ）
- 視点・論点「ＰＴＡ経験を「宝」に　ママ落語家の挑戦」（2024年9月4日、NHKEテレ）

#### 読者モデル
- GLOW（宝島社）「かがやき隊」メンバー（2023年1月～）[20]

### 本名での活動

#### 女子大生タレント（鹿児島）
- 鹿児島テレビ（KTS）ナマイキVOICE出演
- 鹿児島讀賣テレビ（KYT）「五つ星宣言」パーソナリティ
- フレンズFMパーソナリティ
- 月刊鹿児島タウン情報誌読者モデル
- ミス鹿児島ファイナリスト

#### フリーアナウンサー
- ニチエンプロダクション所属
- 読売新聞社（ネットニュースキャスター）
- 日本テレビ放送網（ぐるぐるナインティナイン・情報ツウ・進ぬ!電波少年）
- フジテレビジョン（発掘!あるある大事典〈関西テレビ放送〉）
- 山川出版社DVD「ニュースで見る世界史」1・2巻ナレーション
- 山川出版社DVD「ニュースで見る日本史」1・2巻ナレーション

#### 俳優
- 2002年テレビ朝日「火曜サスペンス劇場」OL役
- 2003年CM「CS日テレ」OL役
- 2004年劇団スーパーエキセントリックシアター研究生公演「恋の骨折り損」出演
- 社会人落語家「麹家亜ら馬」「抱きしめ亭亜ら馬」「薩摩亭亜ら馬」として全国で公演。
- 2013年劇団ふぁんハウス「ありがとう、お父さん」
- 2014年劇団ふぁんハウス「真夏の夜空へ」
- 2015年ごった煮〜ず「ままま幕の内デイ」
- 2015年千年マチコ「喫茶去編」